# Зорино (Астраханська область)
Зорино (рос. Зорино) — село у Лиманському районі Астраханської області Російської Федерації.
Населення становить 35[27]  осіб. Входить до складу муніципального утворення Робітниче селище Лиман.

## Історія
Населений пункт розташований на території українського етнічного та культурного краю Жовтий Клин. Від 1943 року належить до Лиманського району, у 1963-1965 роках — Ікрянинського району.
Згідно із законом від 6 серпня 2004 року органом місцевого самоврядування є Робітниче селище Лиман.

## Населення
| 2002 | 2010 | 2012 |
| ---- | ---- | ---- |
| 40   | ↘35  | →35  |